# ناد ناريماني
ناد ناريماني (بالإنجليزية: Nad Narimani؛ مواليد 14 أبريل 1987) هو مُقاتل فنون قتالية مختلطة إنجليزي.

## وصلات خارجية
- ناد ناريماني على موقع يو إف سي (الإنجليزية)
- ناد ناريماني على موقع شيردوغ (الإنجليزية)
- ناد ناريماني على موقع Tapology.com (الإنجليزية)
- ناد ناريماني على موقع IMDb (الإنجليزية)